# No Stress (Laurent Wolf)
No Stress è un singolo del DJ francese Laurent Wolf, pubblicato il 24 marzo 2008 come primo estratto dal sesto album in studio Wash My World.
Gli autori del brano sono E.Rima, J.Hills e lo stesso Wolf.

## Successo commerciale
Il singolo ha riscosso successo in tutta Europa e anche fuori dall'Europa, arrivando alle prime posizioni delle classifiche francesi e belghe.

## Tracce
CD single
1. No Stress – 3:26

CD maxi
1. No Stress (radio edit) – 3:22
2. No Stress (Anton Wick remix) – 7:28
3. No Stress (Ortega & Gold remix) – 7:09
4. Columbia – 5:10

12" maxi
1. No Stress (original club mix) – 6:59
2. No Stress (Anton Wick remix) – 7:28
3. No Stress (Ortega & Gold remix) – 7:09
4. No Stress (Anton Wick elektra remix) – 7:08

Digital download
1. No Stress (Zen @ Acoustic version) – 3:26
2. No Stress (radio edit) – 3:21
3. No Stress (Anton Wick remix) – 7:29
4. No Stress (Ortega & Gold remix) – 3:08

## Classifiche
| Classifica(2008)                 | Posizione raggiunta |
| -------------------------------- | ------------------- |
| Belgian (Flanders) Singles Chart | 1                   |
| Belgian (Wallonia) Singles Chart | 1                   |
| Czech IFPI Chart                 | 4                   |
| Dutch Singles Chart              | 10                  |
| Eurochart Hot 100                | 7                   |
| French Digital Chart             | 2                   |
| French SNEP Singles Chart        | 1                   |
| Hungarian Dance Chart            | 1                   |
| Italian FIMI Singles Chart       | 18                  |
| Russian Airplay Chart            | 19                  |
| Swedish Singles Chart            | 26                  |
| Slovak Airplay Chart             | 43                  |
| Swiss Singles Chart              | 7                   |
| Turkey Top 20 Chart              | 17                  |
| Classifica (2008)                | Posizione raggiunta |
| Danish Singles Chart             | 19                  |

| Classifica di fine anno (2008)   | Posizione |
| -------------------------------- | --------- |
| Belgian (Flanders) Singles Chart | 5         |
| Belgian (Wallonia) Singles Chart | 4         |
| Dutch Singles Chart              | 81        |
| Eurochart Hot 100                | 27        |
| French Airplay Chart             | 14        |
| French Singles Chart             | 5         |
| Swiss Singles Chart              | 32        |